# Supply River
Der Supply River ist ein Fluss im Norden des australischen Bundesstaates Tasmanien. Sein Name kommt von seiner Rolle während der Kolonialisierung, wo er als Hauptversorgungsfluss für die Region verwendet wurde.

## Geografie

### Flusslauf
Der 27 Kilometer lange Supply River entspringt an den Westhängen von Kellys Lookout, einem Berg in der Mount Careless Forest Reserve, etwa 36 Kilometer nordwestlich von Launceston. Von dort fließt er zunächst nach Südosten bis zum Ende des Gebirges und wendet seinen Lauf dann nach Nordosten. Er unterquert den West Tamar Highway (A7) und mündet bei Robigana in den Tamar River.

### Nebenflüsse mit Mündungshöhen
Er hat folgende Nebenflüsse:
- Tunks Creek – 77 m
- Rookery Creek – 59 m